# Donosti Sound
Se conoce como Donosti Sound, Sonido Donosti o Sonido San Sebastián a una corriente musical enmarcada dentro del indie pop que surgió en la ciudad de San Sebastián (País Vasco, España) a principios de la década de 1990. Esta denominación la acuñó la prensa musical, y es comúnmente aceptada para identificar el sonido y la actitud de varios grupos que vivieron en la misma ciudad durante la misma época y que compartían muchas referencias. Los grupos más representativos fueron Aventuras de Kirlian, Le Mans, Family y La Buena Vida.

## Características
Aunque cada grupo tenía su propia personalidad, todos se caracterizaban por su actitud sin pretensiones, su sonido plácido y sencillo (que no simple) y su querencia por letras melancólicas y naif en las que narraban historias cotidianas. Sus canciones estaban llenas de referencias a estaciones, viajes, tejados, desvanes o paseos por la playa, que utilizaban para hablar de sus ilusiones, sus desencantos, sus primeros amores y sus relaciones de amistad. En este sentido fueron tremendamente valientes, ya que sus discos pueden escucharse como si fueran diarios en los que se aprecia fácilmente su evolución de adolescentes a adultos.
El grupo fundacional fue Aventuras de Kirlian, que lograron adaptar al castellano el espíritu de grupos de twee pop de los 80 como Young Marble Giants, Marine Girls y sellos como Cherry Red, Postcard Records o Sarah Records. A esta base hay que añadir también su pasión por el pop de los 60, la Chanson francesa, la Bossa Nova o el Soul. También es patente en su música la herencia de Vainica Doble y de Pic Nic, bandas españolas de folk rock de los 60.
Todas estas influencias son la base del Sonido Donosti.
Conviene recordar también, que cuando surgen estos grupos, la música independiente española estaba dominada por grupos influidos por el grunge y el indie rock cuya música se caracterizaba por el uso de guitarras distorsionadas. La mayoría de estos grupos, además, cantaban en inglés, por lo que los grupos de San Sebastián se distinguían fácilmente por cantar en castellano y por sus sonoridades mucho más suaves. Esto hizo que, aunque fueron aceptados y respetados por la mayoría, una parte del movimiento Indie les catalogara en su momento como "pijos" o "ñoños". El tiempo no ha dado la razón a quienes opinaban así, ya que estos grupos han tenido un enorme influencia en el pop independiente español.

## Breve historia
En 1993, los miembros de Aventuras de Kirlian decidieron formar Le Mans, ralentizando su música y añadiendo más ironía a sus letras. Sin embargo, el testigo sonoro de Aventuras de Kirlian lo recogieron La Buena Vida en sus primeros discos. Fue en esta época cuando la prensa comenzó a hablar de Sonido Donosti.
Miembros de estas dos bandas se embarcaron en otros proyectos paralelos que también conservaban la esencia del Sonido San Sebastián. Ibon Errazkin de Le Mans, lideró el grupo de música instrumental Daily Planet. Por su parte, Javier Sánchez de La Buena Vida formó El joven Bryan Superstar.
Mención aparte merecen Family, liderados por Javier Aramburu, que aunque tienen puntos en común con los grupos anteriores, también reciben influencias de New Order, Lightning Seeds o de artistas españoles de los 80 como Carlos Berlanga o Décima Víctima. Aunque si por algo destacaron fue por sus excepcionales letras que les situaban muy por encima de la media. Su único disco fue Un soplo en el corazón (1993), considerado por la crítica especializada como uno de los mejores del pop independiente español.
La etiqueta Sonido Donosti posiblemente dejó de tener sentido alrededor de 1996, cuando Le Mans editaron "Saudade" -un disco mucho más intimista y oscuro que sus predecesores-; y La Buena Vida grabaron "Soidemersol" con barrocos arreglos orquestales que les alejaban de su sencillez inicial. A esto hay que añadir que Family no volvieron a grabar más discos.

## En la actualidad
La Buena Vida ha pasado por tiempos mejores. Borja Sánchez, fundador del grupo y el guitarrista principal, dejó el grupo después del álbum Soidemersol . El 17 de febrero de 2009, Irantzu Valencia, cantante principal durante los últimos 15 años, también se marchó según dijo por problemas familiares. Pero el hecho más traumático fue la muerte de Pedro San Martín (bajo) el 14 de mayo de 2011. El músico de 39 años de edad tuvo un fatal accidente de coche cuando iba a un concierto de su amigo Nacho Vegas en Burgos (España). Siguen siendo uno de los grupos españoles de pop independiente más respetados. Su guitarrista, Javier Sánchez, también es el cantante y compositor del grupo Ama.
Después de que Le Mans se separaran en 1998, Ibon Errazkin sigue con su carrera en solitario y como colaborador en Single, proyecto liderado por Teresa Iturrioz, también de Le Mans.
Por su parte, Javier Aramburu, cantante y compositor de Family, es uno de los ilustradores de portadas más importantes de España.

## Influencia

### España
Los grupos enmarcados en el Sonido San Sebastián han sido muy influyentes en el indie español y abrieron el camino a muchos otros artistas con quienes comparten una visión similar del pop. Algunos de estos grupos son: Pauline en la playa, Souvenir, Nosotrash, Mate, Dar Ful Ful, Apenino, Clyde (descubiertos por la revista musical RockDeLux en un artículo sobre los sucesores de Family), Niza o Portonovo. Los Fresones Rebeldes comenzaron sus ensayos haciendo versiones de La Buena Vida y llegaron a grabar una canción inédita de éstos, "A diario", y otra de El Joven Bryan Superstar, "Hoy para siempre", en su primer álbum "Es que no hay manera" (Subterfuge, 1997).

### Argentina
En el año 2000 Suárez, una banda emblemática del indie Argentino de los '90, grabó su EP 29:09:00 en el cual versionó 5 temas de Le Mans, acompañando la edición de una compilación de esta en el sello Indice Virgen. Se puede encontrar la misma influencia en otras bandas del sello, cómo Entre Ríos.
En 2016 Srta. Trueno Negro sacó el álbum Sonido Donosti en el sello Laptra, homenajeando dicho estilo y haciendo evidente su influencia sobre el sonido de Laptra.

## Polémica sobre la inclusión de otros grupos y sonidos
Desde ciertos sectores, relacionados con el mainstream y la radio-fórmula, se ha llegado a decir que los más exitosos y comerciales grupos de pop surgidos en San Sebastián entre finales de los 80 y los años 2000 -como Duncan Dhu, La Oreja de Van Gogh o incluso Álex Ubago- formaban también parte del Donosti Sound. Así, en esos medios generalistas se ha tendido a aplicar la definición, más que a los grupos indie pop (de los que quizás ni siquiera tenían noticia) a las bandas y solistas mainstream caracterizados por la suavidad de sus sonidos y melodías y por una cierta atmósfera gris.
La mayoría de los medios especializados (incluidos, desde luego, los que crearon el término originalmente) rechazan tal convergencia.